# Базенто (Козенца)
Базенто је насеље у Италији у округу Козенца, региону Калабрија.
Према процени из 2011. у насељу је живело 36 становника. Насеље се налази на надморској висини од 102 м.